# Canottaggio ai I Giochi panamericani giovanili
Le competizioni di canottaggio ai I Giochi panamericani giovanili si sono svolte dall'1 al 4 dicembre a Calima el Darién, in Colombia

## Podi

### Ragazzi
| Evento            | Oro                                                                       | Argento                                                                       | Bronzo                                                                               |
| Singolo           | Javier Insfran Torres                                                     | Tomas Garcia Levy                                                             | Carlos Ajete Jauregui                                                                |
| Due senza         | Felipe Kluver Ferreira Luciano Garcia Morales                             | Hugo Reyes Jordy Gutierrez                                                    | Angel Sosa Acevedo Cesar Enrique Cipriani                                            |
| Quattro di coppia | Felipe Kluver Ferreira Leandro Rodas Martin Zocalo Newton Seawright Conde | Adolfo Peralta Hugo Reyes Jordy Gutierrez Tomas Manzanillo                    | Andres Sandoval Angel Sosa Acevedo Cesar Enrique Cirpiani Sandro Gardella            |
| Due senza         | Leandro Rodas Martin Zocalo                                               | Gabriel Manuel Díaz Julio López Puentes                                       | Daniel Villalba Acuña Nicolas Villalba Acuña                                         |
| Quattro senza     | Felipe Kluver Ferreira Leandro Rodas Martin Zocalo Newton Seawright Conde | Daniel Villalba Acuña Gustavo Avalos Ivan Estigarribia Nicolas Villalba Acuña | Emilio Garcia Rodríguez Gabriel Manuel Díaz Julio López Puentes Luis Fernando García |

### Ragazze
| Evento            | Oro                                                                                          | Argento                                                           | Bronzo                                                                       |
| Singolo           | Nicole Martinez Gonzalez                                                                     | Francesca Gardella                                                | Tatiana Seijas                                                               |
| Due di coppia     | Aylin Ibarra Mildred Mercado                                                                 | Cloe Callorda Ynela Aires                                         | Erika Piñeda Zulay Gil                                                       |
| Quattro di coppia | Cloe Callorda Romina Cetraro Tatiana Seijas Zoe Acosta                                       | Aylin Ibarra Mildred Mercado Monica García Ximena Castellanos     | Domenique Murrieta Helen González Iulia Solano Kerly Salazar                 |
| Due senza         | Yuliana Etchebarne Zoe Acosta                                                                | Devanih Plata Lilian Armenta                                      | Antonia Liewald Heise Isidora Niemeyer Walbaum                               |
| Quattro senza     | Antonia Liewald Heise Gabriela Bahamonde Santibañez Isidora Niemeyer Walbaum Magdalena Rojas | Devanih Plata Lilian Armenta Maria Sheccid García Mildred Mercado | Paulina Centurion López Valeria Olivera Vique Yuliana Etcherbarne Zoe Acosta |